# Meta Romuli
La Meta Romuli (en latin mēta Rōmulī [ˈMeːta ˈroː.mʊ.ɫ̪iː], trad.: « Pyramide de Romulus » ; également appelée « Piramide vaticana » ou « Piramide di Borgo » en italien) était une pyramide construite dans la Rome antique, importante pour des raisons historiques, religieuses et architecturales. Elle a été presque complètement démolie au XVIe siècle.

## Emplacement
La pyramide était située dans l'actuel quartier du Borgo de Rome, entre l'ancienne basilique vaticane et le mausolée d'Hadrien. Ses fondations ont été découvertes sous le premier immeuble au nord de la via della Conciliazione, qui comprend désormais l'Auditorium della Conciliazione et le Palazzo Pio.

## Histoire
La Meta Romuli était une sépulture monumentale érigée à l'époque romaine sur la rive droite du Tibre, près de l'intersection de deux voies romaines, la Via Cornelia et la Via Triumphalis, dans une zone à l'extérieur du pomerium (la limite sacrée autour de Rome) ; cette zone, nommée Ager Vaticanus, abritait à cette époque de nombreuses sépultures telles que la nécropole du Vatican située à proximité et, en raison de sa proximité avec le Champ de Mars, représentait une zone idéale pour construire les tombes monumentales des membres de la classe supérieure romaine.  Elle était située au sud, à côté d'un autre grand mausolée, le dit Terebinthus Neronis dont la démolition a commencé au VIIe siècle, qui avait plutôt un plan circulaire et la forme d'un tumulus géant. Alors que les deux monuments ont survécu aux grands changements dus à la construction de l'ancienne basilique vaticane, ce dernier était déjà détruit au Moyen Âge, tandis que le premier a survécu jusqu'à la Renaissance, devenant un élément important de la topographie de Rome. Il est clair que l'homme qui pouvait se permettre de construire un tel monument ne pouvait être qu'une figure éminente de l'État romain, mais son nom reste inconnu.
La première mention de la Meta Romuli figure dans un commentaire à Horace par Helenius Acro, un écrivain du Ve siècle qui mentionne que les cendres de Scipion l'Africain ont été extraites d'une pyramide du Vatican ; à cause de cela, la Meta Romuli a également été nommée « Sépulcre des Scipions ».
Le nom de Meta Romuli est plutôt dû à une croyance populaire, qui la liait à la pyramide de Cestius,nommée Meta Remi au Moyen Âge, et située près de la basilique Saint Paul-hors-les-Murs, les identifiant avec les tombes de Romulus et Remus, les deux fondateurs mythiques de Rome, et en faisant l'objet de diverses légendes, basées sur l'analogie entre les fondateurs de la ville et les apôtres Pierre et Paul. On croyait traditionnellement que le site du martyre de saint Pierre, décrit comme ad Therebintum inter duas metas ... in Vaticano, était placé soit entre le Thébintus et la Meta Romuli, soit entre cette dernière et l'obélisque du cirque de Caligula et de Néron, ou, dans un contexte plus large, à mi-chemin entre la Meta Romuli et la pyramide de Cestius, à l'endroit sur la colline du Janicule appelé Montorio, où à la Renaissance Donato Bramante a construit le Tempietto de San Pietro ; en conséquence, la pyramide figure pendant des siècles dans les représentations du martyre de saint Pierre. Le tombeau avait aussi une grande importance pour les pèlerins qui atteignaient Saint-Pierre, puisqu'en chemin vers la basilique, ils rencontraient le tombeau du fondateur de la ville avant celui du fondateur de l'église.
Pour cette raison, la Meta Romuli est un sujet populaire dans les représentations de la ville au Moyen Âge et à la Renaissance comme le Triptyque Stefaneschi de Giotto, un polyptyque de Jacopo di Cione, une tuile des portes en bronze du Filarete dans l'ancienne basilique vaticane, la fresque de La Vision de la Croix dans les Chambres de Raphaël au Vatican et les fresques sur les voûtes de la Basilique Saint-François d'Assise par Cimabue<,.
La cella de la pyramide est utilisée pendant des siècles comme grenier par le Chapitre de Saint-Pierre dont elle est la propriété du XIIIe siècle jusqu'à sa destruction. Au début du XVe siècle, le sommet de la pyramide est démoli ; sur la plate-forme qui en résulte, des soldats en garnison du château voisin s'installent et s'approvisionnent grâce à un système de cordes accrochées à la forteresse.
Malgré son importance pour la ville et pour l'église, le pape Alexandre VI ordonne sa démolition le 26 novembre 1498 pour permettre l'ouverture de la nouvelle Via Alessandrina (plus tard connue sous le nom de Borgo Nuovo), une route qui reliait la zone du Vatican avec le pont permettant de traverser le Tibre. En raison de la difficulté de l'entreprise, le pape concède une indulgence plénière aux hommes disposés à apporter de l'aide. Le 24 décembre 1499, il fait bloquer toutes les anciennes routes entre Saint-Pierre et le Tibre, forçant le peuple à emprunter la nouvelle voie ; cependant, la démolition de la pyramide n'est pas complète, puisque Raphaël, arrivé à Rome en 1509, dans une lettre au pape Léon X écrite en 1519 sur les antiquités de la ville, écrit qu'il peut voir les restes du monument. En 1511, le pape Jules II revendique la propriété du monument et, dans plusieurs documents du XVIe siècle jusqu'en 1568, la Meta Romuli est citée comme de point d'arrivée de la course du palio.

## Structure

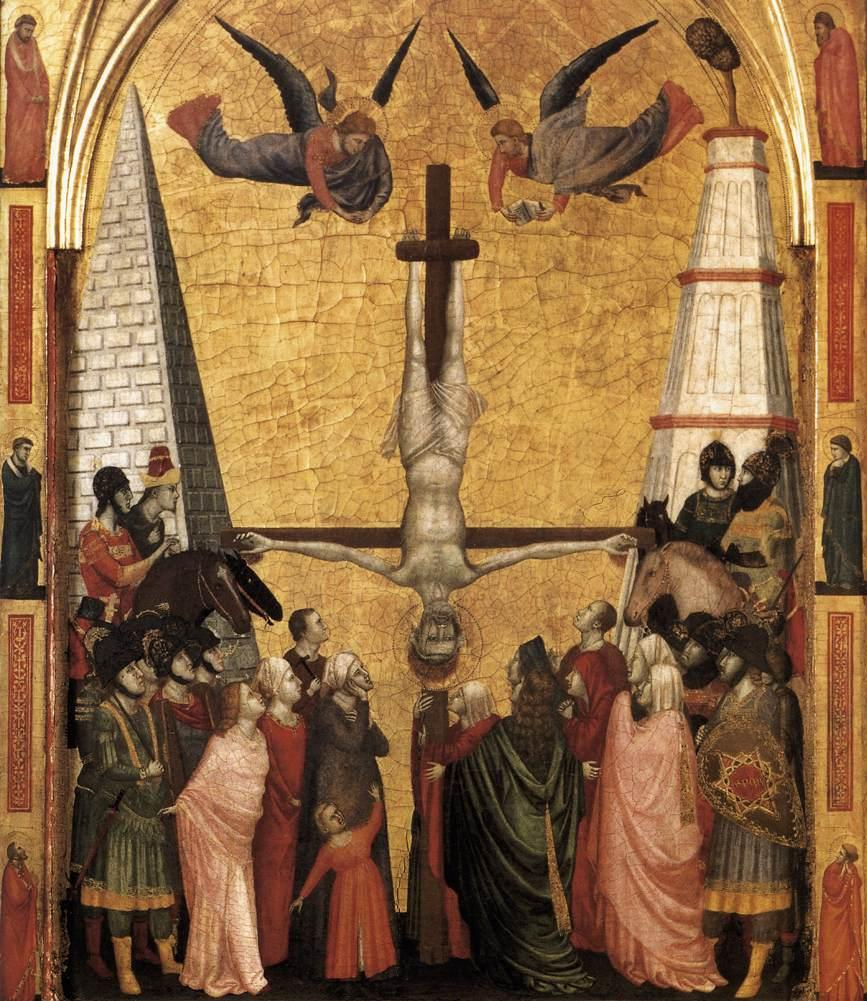
Le Meta Romuli (à gauche) représenté dans le triptyque Stefaneschi de Giotto.

L'adoption de la forme pyramidale pour les monuments sépulcraux est populaire à  l'époque augustéenne, dans le contexte des influences culturelles égyptiennes. De nombreuses tombes pyramidales sont construites, entre 40 et 50 mètres de haut, dont seule celle de Gaius Cestius subsiste.
La pyramide du Vatican remonte vraisemblablement au même âge ou au premier âge impérial, et selon toute évidence, elle était plus grande que la pyramide de Cestius ; selon les chroniques du XVe siècle, elle avait un plan carré avec des côtés de 25 mètres de long et mesurait entre 32 et 50 mètres de haut. La Mirabilia Urbis Romae (un guide de la ville du XIIe siècle) dit que le monument fuit miro lapide tabulata (« était recouvert d'une pierre merveilleuse ») et que le pape Donus (r. 676–8) a démonté son revêtement pour paver le quadriporticus et les escaliers de l'église Saint-Pierre. La construction était très robuste : Michele Ferno, témoin oculaire de la démolition, a pu visiter la chambre funéraire, accessible par un long tunnel ; ses murs comportaient quatre niches pour garder les cendres des défunts ; avec une largeur de 7 m et une hauteur de 10,5 m  elle était presque aussi grande que celle du mausolée d'Hadrien (qui a une largeur de 7,8 m et une hauteur de 10–12 m). Ferno écrit également que lors de sa démolition, qui a eu lieu entre avril et le 24 décembre 1499, le béton de ciment de l'édifice était si dur qu'il a dû être démoli avec un martinet.
En 1948–1949, lors des travaux de construction des premières rues du côté nord de la Via della Conciliazione, il est apparu une fondation orientée Nord-Ouest Sud-Est  en béton de ciment constituée de déchets de carrière de tuf, entourée d'un grande chaussée en dalles de travertin.  Ces vestiges confirment pleinement la description de la Meta Romuli trouvée dans la Mirabilia et celles données par les témoins oculaires.

## Source de traduction
- (en) Cet article est partiellement ou en totalité issu de l’article de Wikipédia en anglais intitulé « Meta Romuli » (voir la liste des auteurs).